# Faserkreisel
Ein Faserkreisel (engl. Interferometer Fiber-Optic Gyroscope, kurz IFOG) ist ein Gyroskop, das auf der Interferenz zweier Lichtstrahlen beruht, die gegenläufig in einer aufgewickelten Glasfaser umlaufen. Es dient der Messung von Winkelgeschwindigkeiten.

Prinzipaufbau eines Faserkreisels mit Glasfaser

Der Aufbau und die Funktionsweise des Faserkreisels beruht auf dem Prinzip des Sagnac-Interferometers. Ein wesentlicher Unterschied besteht darin, dass der Strahl nicht über Spiegel im Kreis geführt wird, sondern über eine Glasfaser. Die Glasfaser wird dabei nicht nur einmal im Kreis geführt, sondern es werden viele Windungen aufgewickelt (bis zu 5 km lang). Dadurch erhält man auf relativ kleinem Raum eine wesentlich größere umschlossene Fläche als bei einem Umlauf und dadurch eine wesentlich besser messbare Phasenverschiebung beziehungsweise Differenzfrequenz bei Interferenz.
Mit dem Faserkreisel verwandt ist der Laserkreisel, dessen Funktion ebenfalls auf dem Sagnac-Effekt beruht. Während der Laserkreisel einen mit im Ring liegenden Laser verwendet, kann beim Faserkreisel eine externe Strahlungsquelle, zum Beispiel die Strahlung einer Laserdiode, eingekoppelt werden.

## Genauigkeit
Die Stabilität von Faserkreiseln ist i. d. R. geringer als die von Laserkreiseln. Faserkreisel zeigen systematische Abweichungen von etwa 0,003°/h bis 100°/h, während Laserkreisel im Bereich von 0,001°/h bis 10°/h liegen. Im Allgemeinen zeigen Faserkreisel jedoch eine höhere Winkelauflösung (bis 0,01 Bogensekunden), während kommerzielle Laserkreisel etwa 1 Bogensekunde Winkelauflösung zeigen. Im Gegensatz dazu zeigen Laserkreisel i. d. R. bessere Linearität als Faserkreisel und sind bei entsprechend stabilem Aufbau temperaturstabiler.
Der Random Walk (Rauschen) liegt bei Faserkreiseln je nach Technologie zwischen 0,0001°/h0.5 und 0,5°/h0.5. Er beschreibt die zufällige Winkeldrift.
Als nordsuchende Systeme sind mechanische Kreiselkompasse heute in quasi-statischer Umgebung noch deutlich preiswerter als die zu initialisierenden Faserkreisel (zum Beispiel für Anwendungen auf Handelsschiffen). Die Ausrichtgenauigkeit ist wenig besser als 1°.

## Anwendungen
Faserkreisel sind im Gegensatz zu Laserkreiseln relativ kompakt und preiswerter als jene, Systeme können als integrierte Optik sehr kompakt gebaut werden. Anders als Kreiselkompasse enthalten sie keine bewegten Teile und keine Verschleißteile. Allerdings waren die Kosten noch so hoch, dass sie bis 2004 nicht in Konsumgüter Eingang gefunden haben. Mit steigender Stabilität und Fertigungszahlen haben sie jedoch das Potential, mechanische Systeme abzulösen, zumal sie keine Hochlaufzeit benötigen. Ein Nachteil ist der Verlust der Orientierung bei Ausfall der Stromversorgung.
Sie werden als inertiale Navigationshilfe verwendet. Sie kommen unter anderem in Navigationssystemen für Flugzeuge, Schiffe und Unterwasserfahrzeuge zum Einsatz. Ferner werden sie zum Beispiel in den Entwicklungsabteilungen der Automobilhersteller und Automobil-Zulieferer zusammen mit GPS zur Analyse des fahrdynamischen Verhaltens verwendet sowie für die Lageregelung von Satelliten.
Faserkreisel dienen der autarken Navigation des deutsch-schwedischen Marschflugkörpers Taurus.